# باطل (فقه)
الباطل هو الذي لا يكون صحيحا بأصله، وما لا يعتد به ولا يفيد شيئا، وما كان فائت المعنى من كل وجه، مع وجود الصورة، إما لانعدام الأهلية أو المحلية، كبيع الحر، وبيع الصبي.